# Jacques Durand-Henriot
 (octobre 2019).
Si vous disposez d'ouvrages ou d'articles de référence ou si vous connaissez des sites web de qualité traitant du thème abordé ici, merci de compléter l'article en donnant les références utiles à sa vérifiabilité et en les liant à la section « Notes et références ».
Jacques Durand-Henriot, né le 4 décembre 1922 à Paris et mort le 15 octobre 1997 à Rennes, est un peintre, graveur et dessinateur français.

## Biographie
Dans un registre poétique, les  peintures de Durand Henriot ont souvent pour thème les paysages de Bretagne, de Normandie et d'Italie ainsi que des scènes de chevaux à Deauville.
Il fut l'élève de Nicolas Untersteller à l'École des beaux-arts de Paris. De 1952 à 1971, il fut professeur, puis de 1971 à 1988 directeur de l'École régionale des beaux-arts de Rennes. Il participait à de nombreuses expositions collectives, en province, obtenant diverses distinctions régionales, ainsi qu'à Paris, au Salon d'automne — dont il était sociétaire depuis 1948 —, au Salon du dessin et de la peinture à l'eau, et au Salon de la Marine. Depuis 1945, il exposait individuellement, notamment en 1950, 1951 (Paris, galerie de Seine), 1952-1954 (Paris, galerie Chardin), 1955 à 1968 (Rennes, galerie Jobbé-Duval), 1989 (Rennes, rétrospective dans les salons de la mairie), 1991 (Le Faouët, rétrospective au musée des Ursulines), etc.
Il réalise plusieurs décorations au titre du 1 % artistique.

## Distinctions et récompenses
- Chevalier des Palmes académiques en 1958.
- 1946 : grand prix national des arts.
- 1951 : prix de la rue de Seine, Paris.
- 1968 : prix du 11e Salon de la peinture Taurine, Nîmes.
- 1969 : prix de peinture Louis Derbré, 10e exposition d'Ernée.
- 1970 : grand prix de Vitré, Salon régional de Vitré.
- 1977 : 28e prix de Deauville, grande finale.
- 1984 : exposition espace Cardin, Paris.
- 1985 : grand prix de Barbizon.
- 1987 : grand prix du 21e Salon de la ville de Mayenne.
- 1987 : grand prix ACAM, 22e Salon, château du Logis à Brecey.

## Expositions

### Particulières
- 1945 : galerie Barthelemy, rue Pilon, Paris.
- 1948 : galerie Claude, rue de Seine, Paris.
- 1950 : galerie de Seine, rue de Seine, Paris.
- 1951 : galerie de Seine, rue de Seine, Paris.
- 1952 : galerie Chardin, rue de Seine, Paris.
- 1954 : galerie Chardin, rue de Seine, Paris.
- 1957 : galerie Saluden, Brest.
- 1955 : galerie Jobbé Duval, Rennes.
- 1960 : galerie Jobbé Duval, Rennes.
- 1965 : galerie Jobbé Duval, Rennes.
- 1968 : galerie Jobbé Duval, Rennes.
- 1967 : galerie de Rohan, rue de Rohan, Paris.
- 1971 : galerie Desgranges, rue de Toulouse, Rennes.
- 1975 : galerie Marc Hudier, rue Victor-Hugo, Rennes.
- 1978 : galerie du Palais, place du Palais, Rennes.
- 1981 : galerie Albert Henri, rue des Dames, Rennes.
- 1981 : galerie Salaun, Paris.
- 1984 : galerie Carla, Saint-Malo.
- 1986 : galerie Victor Hugo, rue Boissière, Paris.
- 1986 : galerie Feinstein, rue Cambronne, Paris.
- 1988 : galerie Marc Bellion, Quimper.
- 1988 : galerie Jobbé Duval, Rennes.

### Collectives
- Exposition des prix nationaux.
- 1948 : Salon d'automne.
- 1966 : musée du Mans, exposition « Indépendance et tradition de l'art français ».
- 1968 : 21e Salon de la peinture taurine, Nîmes.
- 1969 : 10e exposition d'Ernée.
- 1973 : exposition Erlangen (Allemagne).
- 1974 : musée des beaux-arts de Nantes, « l'estampe en Bretagne ».
- 1976 : Maison de la culture de Rennes, « Constat-Rennes ».

## Œuvres
- Église Notre-Dame, Les Tertres près Mohon : fresques.
- Église Saint-Germain, Rennes : Vierge de l'Immaculée Conception.